# Macromanagement
Nei videogiochi strategici in tempo reale e a turni, le espressioni macromanagement (macrogestione) e micromanagement (microgestione) si riferiscono alla necessità di gestire la propria fazione/nazione/civiltà a un elevato livello di dettaglio (microgestione) o viceversa, alla possibilità di prescindere da tali dettagli prendendo solo decisioni ad alto livello (macrogestione).

## Caratteristiche
In genere, la necessità di "microgestire" viene indicata come un difetto; questa interpretazione viene enfatizzata da locuzioni come "micromanagement hell" ("inferno microgestionale"). Se nei giochi a turni la necessità di microgestione incide negativamente soprattutto sul piacere del gioco (in quanto costringe il giocatore a eseguire molte operazioni ripetitive e quindi poco interessanti), nel caso dei giochi in tempo reale essa incide anche sulla frenesia del gioco, e nelle partite multiplayer contribuisce a favorire i giocatori che sanno operare velocemente con mouse e hotkeys di tastiera, favorendo un approccio al gameplay che (ancora in senso generalmente dispregiativo) viene indicato col termine click-fest; cosa che va, in generale, a discapito della competizione sul piano strategico.
Cosa si intenda per "micro-" o per "macro-gestione" rispettivamente, nel dettaglio, dipende dal contesto; la differenza fra i due approcci è essenzialmente di grado.

## Esempi pratici
Nella maggior parte degli RTS (Real-Time Strategy, giochi con strategia in tempo reale), le unità (civili e militari) vengono create in appositi edifici (per esempio, le caserme creano soldati di fanteria); la creazione richiede un determinato tempo e ha un determinato costo in risorse. Nei primi RTS (per esempio in Dune 2), non era possibile avviare la creazione di una unità in un edificio già impegnato in una creazione attivata precedentemente. Di conseguenza, vi era la necessità di microgestire la creazione di unità esaminando periodicamente gli edifici allo scopo di identificare quelli inattivi e pronti a iniziare una nuova creazione. Nei giochi successivi (già dalla serie Age of Empires) fu introdotto il concetto di coda di produzione, che consentiva di attivare la creazione di più unità; le richieste di creazione venivano accodate e servite in sequenza, in modo automatico. Se questo approccio riduce la necessità di microgestione nel senso detto sopra, resta comunque per il giocatore l'onere di verificare, periodicamente, quali edifici hanno esaurito la loro coda di produzione. In giochi molto recenti come Rise of Nations o Empire Earth II è stata introdotta la possibilità di attivare code di produzione cicliche infinite; una volta attivata tale funzionalità per un certo tipo di unità, l'edificio continua a creare unità senza bisogno di ulteriori comandi.
Da  menzionare un esempio di giochi estremamente improntati sul micromanagement: quelli della saga gotico-fantascientifica di Warhammer 40.000: Dawn of War.